# Asadabad
Asadabad (Paschtu اسعدآباد, Dari: اسعدآباد) ist die Hauptstadt der Provinz Kunar im Osten Afghanistans. 
In der Stadt vereinigen sich die Flüsse Kunar und Pech. Die Einwohnerzahl wurde im Jahr 2022 auf 16.700 geschätzt.
Mitte August 2021 nahmen die Taliban bei ihrer landesweite Offensive auch Asadabad ein.